# Carden Loyd tankette
De Carden Loyd tankettes waren een serie tankettes die werden ontworpen door Carden en Loyd in het interbellum. De bekendste en meest geproduceerde versie is de Mk. VI. De tankette werd wereldwijd verkocht. Ook werd het voertuig in verschillende landen licht gewijzigd en onder licentie geproduceerd, bijvoorbeeld in Polen en Italië. De Carden Loyd is een van de meest invloedrijke tankontwerpen geweest uit het Interbellum en was de voorloper van de Universal Carrier.

## Voorgeschiedenis
De tankette is een type voertuig dat vooral tussen de twee wereldoorlogen populair was. Het idee van de tankette kwam van de koninklijke ingenieur majoor Giffard LeQuesne Martel (1889). Hij had meegewerkt aan de ontwikkeling van de tank in de Eerste Wereldoorlog. Zijn concept voor een 'eenmanstank' was een volledig nieuw idee. Hij bouwde een geïmproviseerd voertuig met een lichte ophanging en een Maxwell automotor. De rupsbanden werden geleverd door Roadless Tractrion Co en de as kwam van een Ford vrachtwagen. Aan de zijden was bescherming aangebracht tegen vuur uit kleine wapens, maar het model was gemaakt van hout.
Zijn tankette werd aangeduid als een gemechaniseerde tirailleur, hulptransportvoertuig en verkenningsvoertuig. Toen hij zijn ontwerp liet zien aan het Britse ministerie van Oorlog kreeg hij een contract om vier stuks te bouwen in 1925, waarmee nieuwe demonstraties en tests gedaan konden worden. Hierna volgden nog acht zogenaamde 'Morris-Martels' om een evaluatie-eenheid te vormen. Nadat bleek dat één persoon niet in staat was om effectief te sturen en schieten op hetzelfde moment, werd er besloten om het idee van een 'eenmanstank' te laten vallen. Wel werd er later één omgebouwd om ruimte te maken voor twee bemanningsleden. In 1927 pakte Crossley het idee van een 'eenmanstank' weer op en bouwde een tankette die op Kégresse rupsbanden reed. Ook andere bedrijven zagen positieve perspectieven in het idee van Martel, waaronder Carden-Loyd Tractors Ltd, opgericht door John Valentine Carden en Vivian Loyd.

## Versies
Carden Loyd kwam als eerste met een ontwerp naar buiten en deze werd voor het ministerie van oorlog gedemonstreerd in Kensington. Daar werd een tweede voertuig besteld en hierop volgend werden de Mark I en Mark I* ontworpen. Het verschil zat in een verbetering van de ophanging en verhoogde snelheid. In het volgende ontwerp, de Mark II, werden de veertien stalen wielen vervangen voor vier rubberen wielstellen. De Mark III was vrijwel gelijk aan de Mark II, maar hierbij was de ophanging licht verbeterd.
Na deze reeks werd het concept volledig herontworpen. Het originele ontwerp kon door het lage gewicht gemakkelijk vervoerd worden en had ook een lichte motor nodig, maar het had een ernstig tekort aan bescherming en effectief vuur tijdens het rijden. De enige oplossing voor deze problemen was het ontwerpen van een nieuwe tweepersoonstank (Two-mans-tank). Eén prototype werd gebouwd en werd gevolgd door de Mark IV. Dit model was groter, lager, stabieler, had een versterkte ophanging en een zwaardere motor. Ook werd de bovenste leidingsbalk vervangen voor vier kleine ondersteuningsrollen. Dit model werd in 1926 op de markt gebracht als een mobiel machinegeweernest en was uitgerust met een watergekoelde Vickers 7,62 mm (cal.303) machinegeweer. Er werd later ook geprobeerd om een nieuwe draaivoet voor het machinegeweer te installeren, zodat er hoger gericht kon worden.

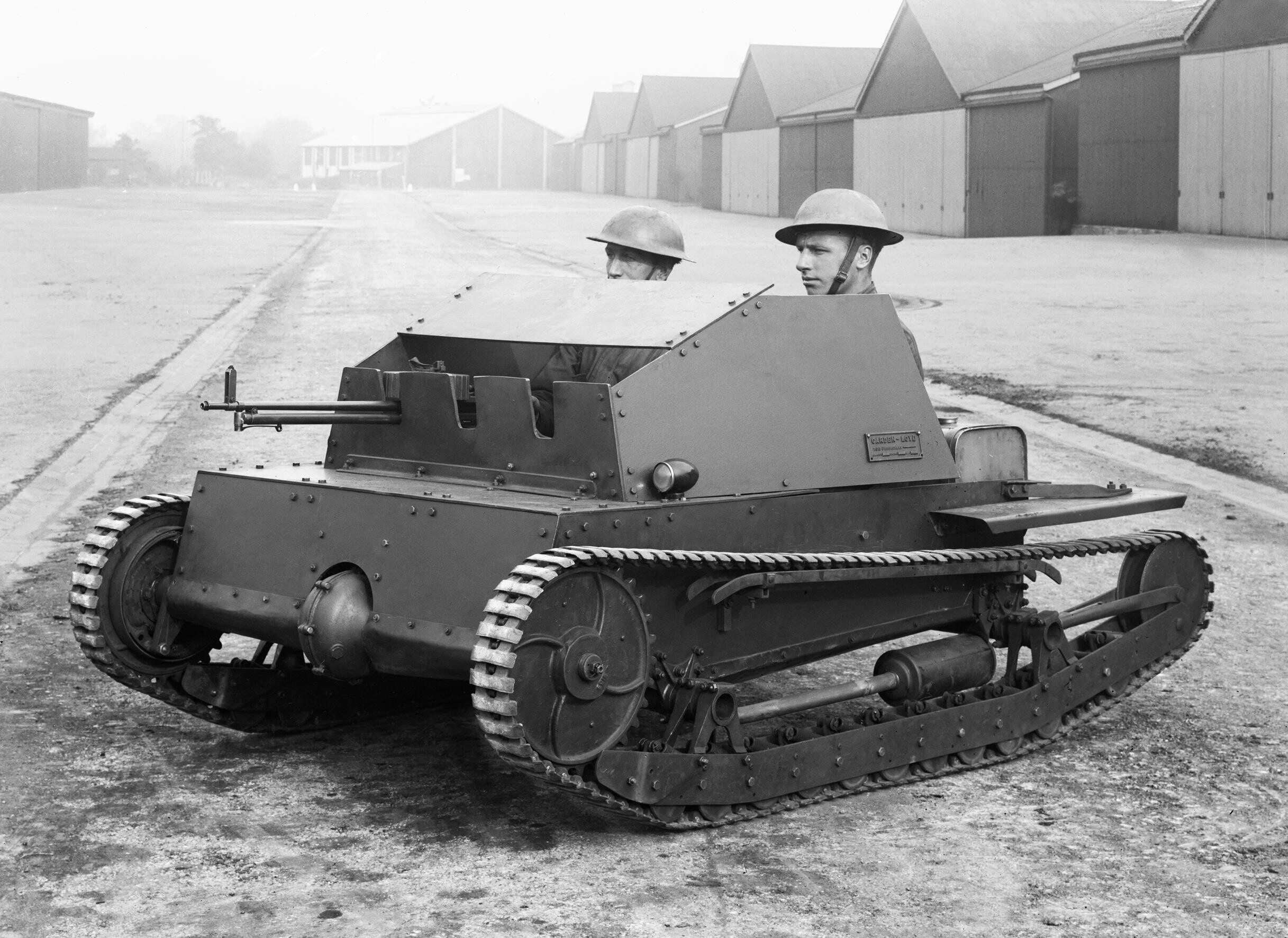
De 'Tweemans tank'.

Vickers-Armstrong zag de prototypes van Carden Loyd in 1927 en had veel interesse. In maart 1928 namen ze het bedrijf Carden-Loyd over, waarbij John Carden werd aangesteld als technisch directeur. In deze tijd werd een nieuw model ontworpen, de Mark V. Het model was vernieuwd en had genoeg kracht om ook als een lichte kanontractor gebruikt te kunnen worden. Een kleine aanhanger met rupsbanden werd hier speciaal voor ontwerpen. Hierop kon een 2-pounder (40 mm) Ordnance kanon, een 37 mm houwitser, een 20 mm Oerlikon kanon of munitie worden vervoerd. De romp was enigszins groter en de ophanging was verbeterd. De Mark V* werd aangedreven door een Ford model T motor.
De Mark V was de basis voor de Mark VI, versimpeld voor massa productie en export. Het voertuig woog 1,6 ton en had een open dak. De bestuurder zat aan de linkerkant en het machinegeweer, een 7,62 mm (cal .303) of een 12,7 mm (cal .50) machinegeweer, was aan de rechterzijde gemonteerd. Een klein compartiment aan de achterzijde bevatte munitie en reserveonderdelen. De Ford motor leverde 40 pk bij 2500 toeren per minuut en de brandstoftanks waren in de voorzijde gerealiseerd. De topsnelheid was 40 km/h op de weg of vlak terrein en het bereik was gemiddeld 144 km.
De Mark VIb werd aangedreven door een Ford model A benzinemotor met een vermogen van 28 pk en had een versnellingsbak met twee versnellingen. De motor was tussen de twee bemanningsleden geplaatst. Dit leverde geen problemen op in de winter, maar zorgde voor problemen tijdens warme zomerdagen. In de tankette was plaats voor twee bemanningsleden; de bestuurder en een machinegeweerschutter. Het voertuig woog 1,5 ton en kon een snelheid van 48 km/h bereiken.

Het machinegeweer was gemonteerd op een draaivoet met een beperkte draairadius. De voertuigen waren in verhouding met tanks goedkoop te produceren, maar vervulden in beperkte mate wel dezelfde rol. Dat was de voornaamste reden voor veel, voornamelijk Europese, landen om de tankette aan te schaffen. De ophanging was erg ruw. Kleine bladveren werden op hun plaats gehouden door een hoofdligger die een versteviging voor de wielen was. Het was niet de bedoeling om een hoge snelheid te behalen met deze voertuigen. Ondanks de Britse origine zat de bestuurder aan de linkerzijde van de tankette, wat ideaal was voor de overige Europese landen.

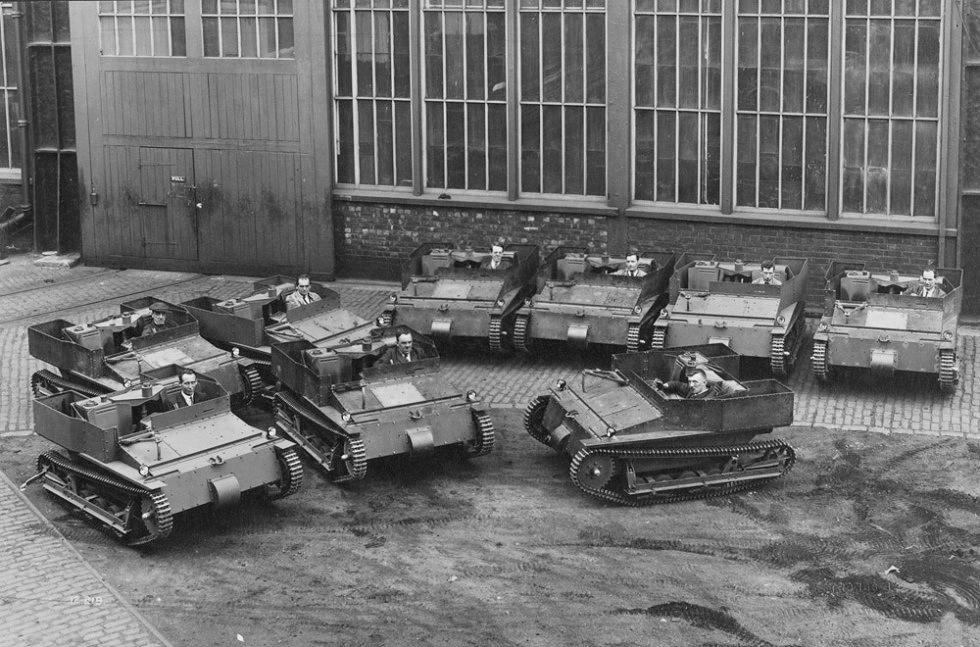
Carden Loyd tankettes bij het bedrijf Elswick, dat ze ook produceerde.

Tot het einde van de productie van de Mark VI in 1935 zijn er drie types ontwikkeld. Het Britse leger kocht 325 (of 348) stuks en deelde deze in in kleine tankcompagnieën. Het vroege model had een open dak. Het tweede exportmodel had wel een gesloten dak met twee kleine koepelvormige uitstulpingen voor de hoofden van de bemanning. Het laatste model was in productie vanaf 1930 en was volledig herzien. De ophanging, rupsbanden en de romp werden verkort, gebouwd van simpele pantserstalen panelen in een trapeziumachtige vorm. Deze versie was het lichtste, simpelste en goedkoopste ontwerp en werd dan ook in de grootste aantallen geproduceerd door de koninklijke geschut fabriek. Uiteindelijk is het voertuig ingezet als verkenningsvoertuig, tankette, lichte kanontrekker, mortier carrier en rookgordijnlegger.

## Brits gebruik
Het Britse leger kocht 325 (verscheidene bronnen melden 348) stuks aan en gebruikte de tankette voor verkenningsdoeleinden. Ze werden bemand door personeel van het Royal Tank Corps (Koninklijke Tank Korps), alhoewel het de bedoeling was geweest om ze te bemannen met infanterie. Britse strijdkrachten zetten de tankette in Europa in tijdens mei-juni 1940, samen met de Universal Carrier tegen de Duitse troepen. Ongeveer 200 tankettes in totaal namen deel aan de verdediging van de Dyle-Namur linie. De tankettes die deelnamen aan de slag in Europa werden vrijwel allemaal achtergelaten bij Duinkerke. De overgebleven stuks werden gemobiliseerd om een eventuele Duitse inval te weerstaan.

## Export

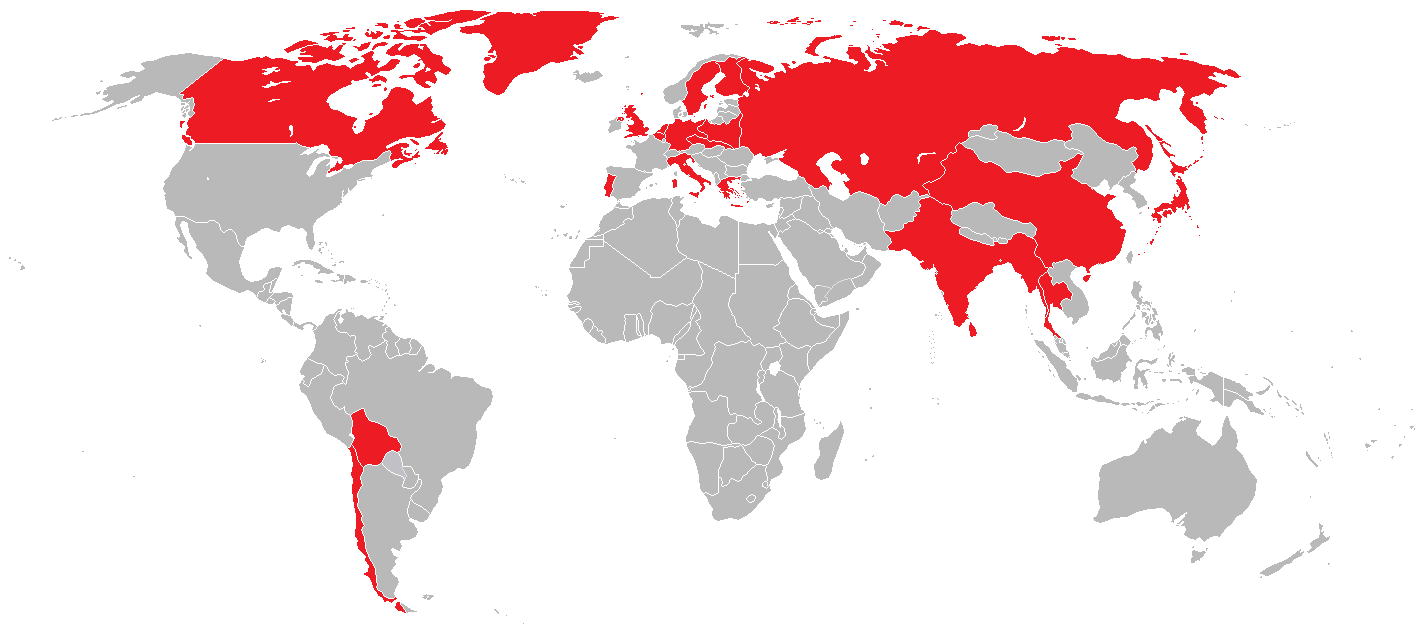
Kaart met de voormalige gebruikers van de Carden Loyd tankette.

De Carden Loyd was tijdens het interbellum de goedkoopste tank die te verkrijgen was. Ter vergelijking, de Renault FT was drie tot vier keer duurder. Dankzij Vickers' wereldwijde bekendheid werd de Mark VI in 1928-1929 aan veel landen gepresenteerd. Niet alleen werden er veel aangeschaft, maar ook werden veel licenties gekocht om een eigen, eventueel gewijzigde versie te produceren.

### Export en licenties
België (6) Nadat het leger de voertuigen had bestudeerd kocht het Belgische leger in 1931 zes stuks van de Mark VI aan om er zelf ook uitvoerige tests mee te verrichten en te gebruiken voor training in de omgeving van Brussel. Het model was gelijk aan de Britse variant, maar had nog een extra ondersteuningsrol per zijde. In dezelfde periode werden de C47 FRC en FRC 76 mm kanonnen getest. Hierbij bleek dat het loskoppelen van het kanon van de trekker en het installeren van het kanon veel tijd in beslag nam. De Carden Loyd moest daarom als basis gaan dienen voor de kanonnen. Een voertuig werd licht omgebouwd en een het 76 mm kanon werd op de tankette gemonteerd. Het lichte chassis kon echter de terugslag van het kanon niet aan. Daarom zou de vuursnelheid verlaagd moeten worden, maar hierdoor zou het kanon een deel van haar effectiviteit verliezen.
Tests met het C47 kanon boden betere resultaten en alle zes Mark VI's werden omgebouwd door de “Fonderie Royale de Canons” (“Koninklijke kanongieterij”) in Luik. Toch had het voertuig nog veel nadelen. De romp draaide te schokkerig om snel te kunnen richten. Bij het richten moest de romp draaien, omdat het kanon in een vaste opstelling was gemonteerd. Zeker in ruiger terrein, zoals in de Ardennen, bleek de 'tankjager' niet naar behoren te presteren en daarom werden de zes voertuigen in 1938 verplaatst van de “Chasseurs Ardennais” (“Ardense Jagers”) naar de “Cyclistes-Frontiere” (“Grenswielrijders”). Toen de Duitsers op 10 mei 1940 België binnenvielen waren de voertuigen in een vaste opstelling geplaatst tussen Vivegnis en Lieze op de westelijke oever van de Maas. Hierbij hebben ze ook daadwerkelijk meerdere schoten gelost. Na de capitulatie zijn de voertuigen door de Duitsers gesloopt.
 Bolivia (2) De Boliviaanse overheid stelde geld beschikbaar voor de aankoop van meerdere pantservoertuigen. Naast drie Vickers 6-ton Mk. E tanks werden er ook twee Mark VIb tankettes aangeschaft. In 1932 werden de voertuigen geleverd aan Bolivia. Er was echter geen rekening mee gehouden dat het leger geen enkele ervaring had met betrekking tot pantservoertuigen. Daarom werden er enkele Duitse officieren aangesteld als bevelhebbers van de tanks. Overige bemanningsleden voor beide type tanks, en ook nog voor enkele Rolls-Royce pantserwagens, waren Bolivianen, maar zij hadden slechts een training achter de rug van twee weken. Ondanks dat werden de pantservoertuigen, dus ook de tankettes, ingezet tijdens de Chaco Oorlog tussen Bolivia en Paraguay (1932-1935). Ze werden door de Bolivianen ingezet om de verdediging van het Fortin Nanawa te doorbreken in juni 1933. Deze slag zou later bekend worden als het 'Verdun van Zuid-Amerika'. Een van de tankettes werd uitgerust met een vlammenwerper. Over het lot van deze tankette doen twee verhalen de ronde. Het eerste verhaal luidt dat de bemanning gedwongen was om de tankette te verlaten vanwege ondraaglijke hitte. Het andere verhaal stelt dat de tankette de Paraguyaanse posities wel bereikte, maar daar vast kwam te zitten in de loopgraaf. Wat er met de tweede tankette is gebeurd is niet bekend.
 Canada (12) Het Canadese departement voor leger en defensie wilde in 1927 meerdere pantservoertuigen aanschaffen. In 1930 werden er uiteindelijk zes Mark VI tankettes aangeschaft en in 1931 nogmaals zes. De twaalf tankettes werden verdeeld over drie regimenten; twee naar het R22eR in Quebec city; vier naar het RCR in London, Ontario; en zes naar het PPCLI in Winnipeg, Manitoba. Ze werden ingezet als trainingsvoertuigen en namen deel aan experimenten in koude weersomstandigheden bij Fort Osbourne, Manitoba. Ze vormden de basis voor het te vormen Canadian Armoured Corps (Canadees Pantserkorps). In dit korps werden ze ingezet bij de ‘Bepantserd Gevechtsvoertuig School’ in Camp Borden, Ontario.
 Chili (5) Het Chileense leger kocht in 1936 vijf Mark VIb tankettes aan, hiermee was dit het eerste type pantservoertuig in het Chileense leger. Ze werden toegewezen aan de Infanterieschool in de stad San Bernardo. Ze zouden de functie moeten vervullen van munitiedrager. Later zijn ze overgebracht naar verschillende legereenheden. Het laatste regiment dat gebruik maakte van de voertuigen waren de "Carabineros de Chile" en vier stuks zijn uiteindelijk aan het einde van de jaren 1940 gesloopt. Eén tankette (E-01) werd bewaard en als monument geplaatst in de nieuw gevormde pantserschool en is later overgebracht naar de Pantser Cavalerieschool in de stad Quillota. Deze tankette werd uitgerust met een 57 mm M-18 antitankkanon.
 China (53) Door de Chinese nationalisten werden er in 1929 24 Mark VI tankettes aangeschaft en deze werden ingezet bij het Lunghai front. In 1936 werden 29 voertuigen extra besteld en deze werden ingedeeld bij het 2e Tankbataljon.
 Finland (1) Op 6 juli 1933 bestelde het Finse leger drie tanks bij Vickers-Armstrong, waaronder één Carden Loyd Mark VIb tankette. Deze werd geleverd op 2 oktober 1933. Tijdens tests in typische Finse weersomstandigheden, dus in de sneeuw, bleek dat de tankette enkel op de weg kon rijden. Op ruw terrein werd de mobiliteit ernstig beperkt, zeker in de sneeuw. Het leger concludeerde dat de tankette onbruikbaar was voor serieus gebruik en daarom is het enige voertuig enkel ingezet als trainingsvoertuig. Overigens kreeg de tankette de bijnaam "satiainen" (platluis).
 Griekenland (2) Voor de Tweede Wereldoorlog had Griekenland twee Carden Loyd tankettes aangeschaft. Deze werden samen met twee Vickers 6-ton tanks vanaf 1935 tot 1937 ingedeeld in een tankbataljon (Tagma (h) armatôn). In 1940 zijn ze niet ingezet tijdens gevechten, maar ze maakten deel uit van de tankschool (Scholê (h)armatôn machês) die in december 1940 in Athene was opgericht. Op 19 januari 1941 werd een nieuwe divisie gevormd; de 19e Gemotoriseerde Divisie (XIX Mêchanokinêtos Merarchia). Deze werd gevormd door eenheden van de tankschool, dus ook de tankettes en het reeds bestaande 'Gemotoriseerde Regiment'.
 India
 Italië (4) Italië verwierf vier voertuigen en de licentie voor de bouw van de Mark VI in 1929 en bouwde naar Italiaanse standaarden de CV-29 en de daarop volgende CV-33 (L3/33) en CV-35 (L3/35).
 Japan (6) Het Japanse leger importeerde in 1928 zes Mk VI tankettes naar Japan voor evaluatie. In datzelfde jaar werden er twee Mk VIb's gekocht (Type 6 Machinegeweer voertuig (カ式機銃車 Ka-shiki Kijūsha), en deze werden in de Infanterie- en Cavalerieschool gebruikt voor training. De rapporten gaven aan dat de tankette bruikbaar zou zijn als een ondersteuningsvoertuig voor transport, verkenning en communicatie. Het ontwerp vormde de basis voor de Type 94 TK en de daaropvolgende Te-Ke.

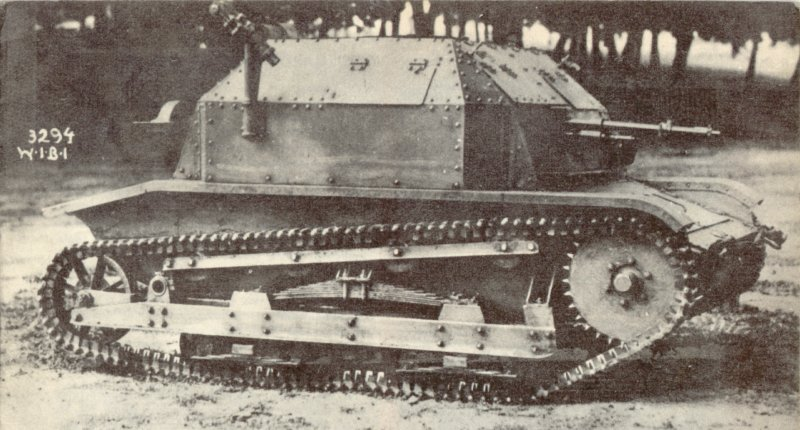
De Poolse TK3 tankette. Het ontwerp is duidelijk gebaseerd op de Carden Loyd tankette.

 Nederland (5) Het Nederlandse leger wilde in 1932 zes Mark VIb's aanschaffen, maar de fabriek kon er maar vijf leveren. De chef van de generale staf wilde ze geen indelingsnummer geven, maar de namen Panter, Lynx, Jaguar, Poema en Luipaard. Ook werd er voor 400 gulden een aanhanger aangeschaft voor vervoer van de tankettes. Ze werden ingedeeld bij het Korps Rijdende Artillerie. Tijdens het Jordaanoproer zijn ze voor het eerst daadwerkelijk ingezet. In mei 1940 zijn de tankettes ingezet om de gelande Duitse parachutisten te bestrijden.
 Polen (11) In 1929 kocht het Poolse leger één tankette en deze werd in augustus getest in de omgeving van Rembertów. Het leger was tevreden met de resultaten en bestelde tien stuks. Deze droegen de nummers 1143 tot 1152. Ze werden ingezet als verkenningsvoertuigen en ondersteuning van de cavalerie en infanterie. Op basis van de Mark VI ontwikkelde Polen de TKS-serie, die in grote aantallen werden gebouwd. De Mark VI tankettes zijn waarschijnlijk nog voor de oorlog gesloopt.
 Portugal (6) Portugal kocht in 1931 zes Mark VI tankettes en vijf Carden Loyd trucks. Deze werden samen met twee Vickers 6 ton Mark E tanks ingedeeld bij infanterie-eenheden. De tankettes bleven in dienst, gedurende de Tweede Wereldoorlog en werden later vervangen voor moderner Amerikaans materieel.
 Sovjet-Unie (20) In de Sovjet-Unie was er al sinds 1927 een project gaande voor de ontwikkeling van een tankette. In december 1929 reisde een Sovjet delegatie af naar Engeland en bestelde daar onder andere twintig tankettes. Zij gaven het de eigen aanduiding K-25. In 1930 werden de voertuigen geleverd en een eigen versie werd ontwikkeld en geproduceerd, de T-27.
 Thailand (60) In 1935 kocht het Siamese leger dertig tankettes en waarschijnlijk nog dertig extra tankettes van het model 1930. Ze werden tijdens de Frans Thaise oorlog ingezet. Veel tankettes werden in deze oorlog vernietigd door artillerie of mat kanon bewapende Renault FT's.
 Tsjecho-Slowakije (3) In 1930 bestelde Tsjecho-Slowakije drie tankettes bij Vickers-Armstrongs en daarnaast werd ook de licentie voor de productie van maximaal 300 voertuigen gekocht. Ze werden direct bij de troepen ingedeeld en daar bleek de tankette niet aan alle eisen te voldoen. Daarom kreeg ČKD de opdracht om verschillende wijzigingen door te voeren. Deze versie zou de Tančik vzor 33 worden waarvan in totaal 74 stuks zijn geproduceerd. Het Tsjecho-Slowaakse bedrijf Škoda had ook interesse in het ontwerp van de tankette en ontwikkelde op eigen initiatief de MU-2, MU-4 en MU-6 op basis van de Mark VI. Deze waren echter niet succesvol.
 Zweden (2) Zweden kocht aan het begin van de jaren 1930 twee verschillende versies van de tankette om te testen, de Mk. V* en de Mk. VI. Het leger hoopte dat dit een voordelige vervanging van de Stridsvagn m/21 tanks zou worden. Ze waren echter niet zeker of het lage profiel problemen zou opleveren in het ruwe Zweedse terrein. Het leger wilde weten of de lage plaatsing van het machinegeweer geen nadelige gevolgen had in de bossen. Daar waren namelijk veel natuurlijke obstakels en met een lage plaatsing van het machinegeweer zou daar niet overheen geschoten kunnen worden. De twee tankettes die werden onderworpen aan tests voldeden niet aan alle eisen en zodoende werden ze niet aangekocht om de Strv m/21 te vervangen. Wel werden ze gebruikt om het nieuwe Bofors 37 mm m/38 infanterie kanon te trekken. In April 1935 werden de twee tankettes overgedragen aan het P2 tankbataljon, waar ze de aanduiding 'lichte tank m/Carden-Loyd' kregen en verkenningstaken op de weg moesten uitvoeren. Ook werden ze nu gebruikt om (munitie)karren over open grond te trekken. Beide tankettes waren uitgerust met een 6,5 mm m/14-29 machinegeweer.

### Varianten
- Frankrijk Renault UE, (geproduceerd: 5168).
- Italië CV-33, (2700)
- Japan Te-Ke, (823)
- Polen TK3-TKS, (690)
- Sovjet-Unie T-27, (3228)
- Tsjecho-Slowakije Tančik vz.33 (74), Škoda MU-2 (1), Škoda MU-4 (1), Škoda MU-6 (1)

## Bewaard gebleven exemplaren
- Mark IV, Fins pantsermuseum, Parola (Finland)
- Mark IV, Spoorweg erfgoed, Bangkok (Thailand)
- Mark IV, Koninklijke Thaise legerschool, Bangkok (Thailand)
- Mark IV, Cavalerie centrum Fort Adison, Saraburi (Thailand)
- Mark IV, Artillerie museum, Mueang district, Lopburi (Thailand)
- Mark IV, Thais Koninklijk legercentrum voor speciale oorlogsvoering, Fort Narai, Lopburi provincie, Thailand
- Mark V*, Tankmuseum Arsenalen, Strängnäs (Zweden)
- Mark VI, Tankmuseum Bovington (Groot-Brittannië)
- Mark VIb, Tankmuseum Arsenalen, Strängnas (Zweden)
- Mark VIb, Pantsermuseum Quillota (Chili)[15]